# Axel Barceló
Axel Arturo Barceló Aspeitia (Ciudad de México,  8 de agosto de 1970) es un filósofo mexicano e investigador titular en el Instituto de Investigaciones Filosóficas, y profesor en la Facultad de Filosofía y Letras de la Universidad Nacional Autónoma de México. Sus investigaciones tratan sobre la filosofía de la lógica, la filosofía de las matemáticas, y la filosofía del lenguaje.

## Formación académica
Estudió filosofía en la Facultad de Filosofía y Letras de la UNAM -en donde actualmente es profesor-, y ahí recibió la medalla al mérito académico Gabino Barreda. Su tesis de licenciatura, terminada en 1993 e intitulada La introducción del cálculo lógico en Frege, obtuvo mención honorífica. Luego estudió el doctorado en filosofía, especializado en lógica, en la Universidad de Indiana Bloomington; su tesis, intitulada ‘Grammar’ in Wittgenstein’s Philosophy of Mathematics during the Middle Period, fue dirigida por David Charles McCarty. Posteriormente regresó a la Ciudad de México, y se incorporó al Instituto de Investigaciones Filosóficas de la UNAM, del que es investigador titular.

### Investigaciones filosóficas
Ha hecho varios desarrollos en las áreas de la filosofía en las que es especialista. Algunos de ellos son estos:
- En la lógica, ha propuesto una forma de traducir tablas de verdad a reglas de inferencia, el cual desafía las creencias tradicionales sobre la diferencia entre semántica y sintaxis, dado que muestra que es posible traducir la semántica (tablas de verdad) a la sintaxis (reglas de inferencia), y no solo desde sintaxis a semántica. Esto abre nuevas posibilidades de comprensión en la filosofía de la lógica, en conceptos como la armonía lógica, pues su método permite que toda tabla de verdad determine un conjunto armónico de reglas de inferencia.
- Ha explorado las posibilidades de la lógica intensional en diversos escritos, ponencias, y clases.
- Ha tratado de explicar el sentido de la analiticidad en el proyecto semántico de Frege y Russell.
- Ha tratado de explicar qué es la lógica matemática, rastreando el origen de las herramientas utilizadas en ella, el cual es una serie de herramientas geométricas.
- Ha explicado varios conceptos de la filosofía de Wittgenstein, en particular el papel de la matemática.
- Ha desarrollado un sistema de lógica circular, para la semántica computacional.

## Premios y distinciones
- Reconocimiento Distinción Universidad Nacional para Jóvenes Académicos, 2009[1]

## Carrera musical
Además de sus actividades como filósofo, se dedica a la música electrónica. Desde que era adolescente comenzó a producir música electrónica, y mientras estudiaba en Indiana formó parte del Bloomington Electronic Music Coalition, con quienes produjo dos discos -hay un tercer disco en preparación (2014)-. También fue disc jockey en la estación de radio estudiantil WIUS the alternative am 1570, desde 1994 hasta el año 2000.
En México ha sido incluido en compilaciones como EP 004 Pause de Noiselab, y los volúmenes 006, 008, y 010 de la compilación Máximas Texturas de Discos Konfort.
También colaboro con Jonathan Arellano, bajo el nombre de DRXL, sacando dos Eps que se encuentran en plataformas digitales.